# Baskin-Robbins
Baskin-Robbins és una franquícia de gelateries estatunidenca amb seu a Canton (Massachusetts). L'empresa va ser fundada el 1945 a Glendale (Califòrnia) per Burt Baskin i Irv Robbins. Baskin-Robbins és la més gran franquícia de gelats al món, i disposa actualment de més de 3.000 botigues en més de 30 països de tot el món.